# Otto Santesson
Otto Bernt Santesson, född 12 december 1874 i Nässjö, död 10 januari 1950 i Uppsala, var en svensk lärare och arkeolog.
Otto Santesson var son till bankdirektören vid Statens järnvägar Fritz Bernhard Hugo Santesson. Efter mogenhetsexamen i Luleå 1894 studerade han vid Uppsala universitet och blev 1900 filosofie kandidat där. Han tjänstgjorde som lärare vid Uppsala enskilda läroverk och privatgymnasium 1908–1920 och samtidigt vid Fackskolan för huslig ekonomi 1908–1917. Han blev adjunkt i biologi och geografi vid Folkskoleseminariet i Uppsala 1913 och lektor i geografi där 1918 samt erhöll avsked 1939. Från 1912 var han föreståndare för den av Uppsala universitet ägda Vårdsätra naturpark söder om Uppsala. Santesson gjorde ett stort antal in- och utländska forskningsresor i geologiskt, paleontologiskt, arkeologiskt och botaniskt syfte. Från 1905 företog han omfattande insamlingsarbeten med noggrann lokalisation av fynden, i synnerhet nivåbestämningar, för att belysa Ångermanland och södra Lapplands stenålder. Sina resultat, publicerade Santesson i några mindre uppsatser som Märkligt stenåldersfynd i Tärna socken (Västerbottens läns hembygdsförenings årsbok 1935) och Magiska skifferredskap från Norrlands stenålder (1941, Arctos svecica, 1). Det mesta förblev dock opublicerat. Han kallades 1941 till korresponderande ledamot av Vitterhetsakademien och blev 1948 filosofie hedersdoktor vid Uppsala universitet. Otto Santesson är begravd på Uppsala gamla kyrkogård.